# روگلینگ
روگلینگ (به آلمانی: Rögling) یک شهر در آلمان است که در دناو-ریس واقع شده‌است.